# Resurrección de Lázaro (Duccio)
La resurrección de Lázaro es un cuadro del pintor Duccio di Buoninsegna, realizado en 1310, que se encuentra en el Museo de Arte Kimbell de Fort Worth, Estados Unidos. La pintura formó parte de la predela del altar de la Maestà, en Siena.
Se representa la resurrección efectuada por Jesucristo sobre Lázaro ante la mirada de una de sus hermanas.
La obra muestra un curioso diálogo entre los asistentes al milagro, representado por los gestos y miradas de los testigos del evento. El paisaje está conformado por rocas poco naturales, más bien simbólicas.

## Relato bíblico
Lázaro de Betania es un personaje bíblico que aparece únicamente en el Nuevo Testamento, hermano de María y Marta. Vivió en Betania, un pueblo a las afueras de Jerusalén. Según el Evangelio de Juan fue resucitado por Jesús.

## Obras con el mismo tema
Es un tema profusamente representado en el arte, habiendo más de 70 pinturas de autores y estilos variados. Algunos ejemplos son:
- Resurrección de Lázaro (Giotto), (1304-1306) de Giotto.
- La resurrección de Lázaro (Ouwater) (1445), de Albert van Ouwater.
- Resurrección de Lázaro (Froment), (1461) tríptico de Nicolas Froment.
- Resurrección de Lázaro (Juan de Flandes), (1510-1518), de Juan de Flandes.
- Resurrección de Lázaro (Piombo) (1517-1519) de Sebastiano del Piombo.
- Resurrección de Lázaro (Boccaccino) (1540) de Camillo Boccaccino.
- La resurrección de Lázaro, (1609) de Caravaggio.
- Resurrección de Lázaro (Ribera), (1630) de José de Ribera.
- Resurrección de Lázaro (Preti), (1650) de Mattia Preti.
- Resurrección de Lázaro (Jouvenet), (1706), de Jean Jouvenet.
- Resurrección de Lázaro (Casado), 1855, de José Casado del Alisal.